# Auxilium Pallacanestro Torino
Auxilium Pallacanestro Torino war ein italienischer Basketballverein aus Turin.

## Geschichte
Der Verein wurde 1966 gegründet und spielte 1974/75 seine erste Saison in der höchsten italienischen Basketball-Liga, der Serie A. Nach dem direkten Abstieg folgten drei Jahre in der Serie B, ehe man erneut aufstieg. Zwischen 1979 und 1989 etablierte sich der Klub in der Serie A, spielte zehn Jahre durchgehend in dieser. Diese Zeitspanne ist die mit Abstand erfolgreichste in der Vereinsgeschichte gewesen. Im Jahr 1982 sowie zwischen 1984 und 1986 wurde viermal das Halbfinale der Play-offs um die Meisterschaft erreicht. Jedes ging verloren, alleine dreimal unterlag man Olimpia Milano. Zudem scheiterte das Team noch dreimal im Viertelfinale.
Folglich wurden die Leistungen des Teams schlechter. Nach dem Abstieg 1989 folgten nochmal drei Spielzeiten in der Serie A. Die Saison 1992/93 war die letzte für Turin in der höchsten Spielklasse. Fortan wurde in der zweiten Liga, oder tieferen Klassen gespielt. 2007 löste sich der Verein auf. 
2015 übernahm der in die Serie A aufgestiegene Verein PMS Torino den Namen Auxilium Pallacanestro Torino. 2018 gewann man mit dem Pokalwettbewerb im Pokalfinale gegen Brescia den ersten italienischen Titel. Zu Beginn der Spielzeit 2018/19 wurde Larry Brown als Cheftrainer engagiert, der aber bereits im Dezember 2018 das Amt nach bis dahin nur vier Siegen abgab. Im Mai 2019 wurde dem Verein acht Punkte der laufenden Saison wegen nicht gezahlter Sozialbeiträge und Einkommensteuern abgezogen, was den Abstieg aus der Serie A zur Folge hatte. Noch im gleichen Monat meldete man Konkurs an.

## Platzierungen
Seit der Neugründung 2015 wurden folgende Platzierungen in der Serie A erreicht:
| Saison  | Serie A   |
| ------- | --------- |
| 2015/16 | 15. Platz |
| 2016/17 | 11. Platz |
| 2017/18 | 11. Platz |
| 2018/19 | 16. Platz |

## Halle
Der Klub trug seine Heimspiele im 4.500 Plätze umfassenden PalaRuffini aus.

## Namensgeschichte
Aufgrund folgender Hauptsponsoren trat Auxilium mit folgenden Namenszusätzen im Vereinsnamen auf:
| - 1974–1975: Saclà - 1975–1979: Chinamartini - 1979–1981: Grimaldi - 1981–1987: Berloni | - 1987–1988: San Benedetto - 1988–1990: Ipifim - 1990–1991: kein Sponsor - 1991–1993: Robe di Kappa | - 1993–1995: Francorosso - 1995–1998: Kappa - 1998–1999: Caffarel - 1999–2000: kein Sponsor | - 2000–2002: Palmar - 2002–2008: Iscot - 2015–2016: Manital - 2016–2019: FIAT |

## Korać-Cup
Der Verein spielte drei Saisons im Korać-Cup, einem damaligen Basketball-Europapokal. Gleich bei der ersten Teilnahme in der Saison 1975/76 erreichte er das Finale, welches gegen Jugoplastika Split verloren ging. 1986 und 1987 kam die Mannschaft jeweils bis ins Viertelfinale.

## Weitere Erfolge
- Finalist Korać-Cup (1976)